# Max Weber (Politiker, 1897)

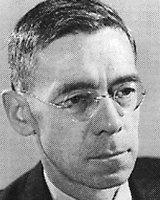
Max Weber

Max Weber (* 2. August 1897 in Zürich; † 2. Dezember 1974 in Bern) war ein Schweizer Politiker (SP), Finanzwissenschaftler, Gewerkschaftsfunktionär und von 1952 bis 1954 Bundesrat.

## Biografie
Max Weber wurde im Zürcher Arbeiterquartier Aussersihl als Sohn eines Primarlehrers geboren. Er verlor früh beide Elternteile, konnte aber trotzdem die Kantonsschule Zürich erfolgreich absolvieren. Nach dem Aktivdienst während des Ersten Weltkriegs studierte er an der Universität Zürich Wirtschaftswissenschaften und schloss das Studium 1919 mit dem Doktorat ab. Bereits im Studium begann sein politisches Engagement in der sozialistischen Studentengruppe und im Studentenrat. 1919 trat er der Sozialdemokratischen Partei der Schweiz (SP) bei.
1921 wurde Weber Redaktor der sozialdemokratischen Tageszeitung St. Galler Volksstimme. Im Kanton St. Gallen wurde er 1923 in den Grossen Rat gewählt. Seit der Studentenzeit engagierte er sich inspiriert vom religiösen Sozialismus und Pazifismus von Leonhard Ragaz gegen Gewalt und Militarismus, weshalb er 1930 den Militärdienst verweigerte, was ihn in den Augen der bürgerlichen Politiker der Zeit zum Landesverräter abstempelte. 
1926 wurde er zum Sekretär des Schweizerischen Gewerkschaftsbundes (SBG) ernannt und arbeitete auch als wissenschaftlicher Mitarbeiter für Wirtschaftsfragen für den SGB. Er bestimmte in der Folge zusammen mit Hans Oprecht massgeblich die Neuorientierung des SGB und der gesamten Gewerkschaftsbewegung weg von der klassenkämpferischen Linie des linken Flügels der SP hin zur reformorientierten Sozialdemokratie. Mit zahlreichen Publikationen, Referaten und als Redaktor der Gewerkschaftlichen Rundschau prägte Weber die Meinungsbildung in Wirtschaftsfragen innerhalb der Arbeiterbewegung stark.
1934 lancierte Weber gegen den Willen der SP und in Konkurrenz zu deren «Plan der Arbeit» die von keynsianistischem Denken geprägte Kriseninitiative, mit der er jedoch in der Volksabstimmung vom 2. Juni 1935 klar scheiterte. Weber gehörte auch zu den führenden Figuren der Richtlinienbewegung, die mit der Bildung einer Allianz zwischen Arbeiterschaft, Angestellten und Bauern bzw. zwischen der SP und linksliberalen Kräften eine neue politische Bewegung in der Mitte des Parteienspektrums bilden wollte, um den Faschismus abzuwehren. Mit Vehemenz trat er für die Verteidigung des demokratischen Systems der Schweiz gegenüber dem Faschismus ein und trat damit auch innerhalb der SP gegen den revolutionär-klassenkämpferischen Flügel auf. In diesem Zusammenhang war er einer der Gründer der Zeitung Die Nation und der Aktion nationaler Widerstand.
Weber geriet über der Frage der richtigen Strategie der Gewerkschaftsbewegung gegenüber dem Faschismus in einen Konflikt mit Konrad Ilg, dem Führer des Schweizerischen Metall- und Uhrenarbeiterverbandes (SMUV), der ein Friedensabkommen zwischen Gewerkschaften und Arbeitgebern durchsetzte. Weber demissionierte deshalb von seiner Stelle im Sekretariat des SGB und übernahm 1940 das Präsidium des Schweizerischen Bau- und Holzarbeiterverbandes (BHV).
Als Finanzwissenschafter spezialisierte sich Weber auf das Bankenwesen. Er gehörte zu den Gründern der Genossenschaftlichen Zentralbank und trat 1934 in den Vorstand der krisengeschüttelten Schweizerischen Volksbank ein. 1943 wurde er in den Bankrat der Nationalbank berufen.
1939 wurde Weber für die SP in den Nationalrat gewählt. Er erarbeitete unter anderem die Grundsätze der Lohnersatzordnung für Angehörige der Schweizer Armee, die 1940 in Kraft gesetzt wurde, und regte mit einer Motion die Schaffung der Alters- und Hinterlassenenversicherung (AHV) an. 1945 war Weber Mitglied der schweizerischen Delegation, die mit der alliierten Mission Currie über die wirtschaftliche Neuorientierung der Schweiz nach dem Kriegsende verhandelte.
1948 wurde Weber zum ausserordentlichen Professor für Finanzwissenschaften an die Universität Bern berufen. Als Ernst Nobs, der erste Bundesrat der SP, 1951 seinen Rücktritt ankündigte, standen in der SP zwei Kandidaten zur Diskussion: Max Weber und Hans Oprecht. Weber setzte sich schliesslich dank der Unterstützung des SGB gegenüber Oprecht durch. Er wurde am 13. Dezember 1951 in den Bundesrat gewählt. Weber übernahm – gegen den Willen seiner Partei – das Finanz- und Zolldepartement.
Seine Bundesratsnomination war insbesondere im rechtsbürgerlichen Lager umstritten, da er als Militärdienstverweigerer im Jahr 1931 zu acht Tagen Gefängnis (und Ausschluss aus der Armee) verurteilt wurde. Dennoch übertraf er mit 133 Stimmen das erforderliche absolute Mehr bereits im ersten Wahldurchgang problemlos. 
Nachdem seine lang vorbereitete Finanzreform, die einen sozialen Ausgleich zwischen direkter und indirekter Besteuerung vorsah und die Bundesfinanzen angesichts der hohen Rüstungsausgaben im Kalten Krieg auf eine solide Basis gestellt hätte, von den bürgerlichen Parteien bekämpft in der Volksabstimmung scheiterte, kündigte er am 8. Dezember 1953 überraschend seinen Rücktritt an. Er schied in der Folge am 31. Januar 1954 aus dem Amt. Die durch Webers Rücktritt verursachte Krise in der schweizerischen Regierung führte zur Bildung der Zauberformel 1959.
Nach seinem Rücktritt nahm Weber die Lehrtätigkeit an der Universität Bern wieder auf und zusätzlich dozierte er nun auch noch Wirtschaftskunde an der Universität Basel. Daneben arbeitete er als Redaktor für die sozialdemokratische Berner Tagwacht. 1961–1968 vertrat er die Schweiz im Europarat.

## Werke
- Geschichte der schweizerischen Bundesfinanzen. Haupt, Bern 1969.
- Probleme der Sozialpolitik. Bern 1967.
- Die Schweiz und der Ostblock. Lang, Bern 1962.
- Gegenwartsfragen der schweizerischen Wirtschaft. Francke, Bern 1938.